# Roland Grahammer
Roland Grahammer (Augusta, 3 novembre 1963) è un ex calciatore tedesco, di ruolo difensore.

## Carriera

### Nazionale
Pur non avendo giocato nella nazionale maggiore partecipò ai Giochi olimpici di Seul 1988, dove la Nazionale tedesca occidentale conquistò il bronzo.

## Palmarès

### Club

#### Competizioni nazionali
- Campionato tedesco di seconda divisione: 1

Norimberga: 1984-1985
- Campionato tedesco: 3

Bayern Monaco: 1988-1989, 1989-1990, 1993-1994
- Supercoppa di Germania: 1

Bayern Monaco: 1990

### Nazionale
- Bronzo olimpico: 1

Seul 1988